# Neoton Família
Neoton Família (венгерский изначальный вариант Neoton — новый тон, новая мода; на англ. Newton Family — «Семья Ньютона») — венгерский музыкальный коллектив, существовавший в 1965—1990-х годах.
Группа основана в Будапеште в 1965 году под названием Neoton. В 1968 году группа победила в популярной музыкальной телепередаче «Ki mit tud?» с композицией «Nekem eddig Bach volt mindenem», а в 1970-м записала свой дебютный альбом «Bolond varos» («Глупый город»), впоследствии переизданный в СССР. В 1977 году на группу обратил внимание Петер Эрдёш, руководитель лейбла Pepita, и решил сделать из музыкантов популярных диско-исполнителей. После переименования в Neoton Familia коллектив стал одним из самых знаменитых поп-диско групп Венгрии 70-80-х.
Один из немногих коллективов Восточной Европы, чьё творчество обрело мировое признание, а альбомы и синглы выпускались не только в странах соцлагеря, но также в ФРГ (Западная Германия), Франции, Дании, Испании, Голландии, Италии, Бразилии, Аргентине, Мексике, Канаде, Кубе, Японии, Южной Корее — всего в 25 странах мира. С 1979 года группа продала более 6 млн копий своих пластинок в Венгрии и около 1,5 млн копий в других странах.
Основными музыкальными направлениями творчества «Neoton Familia» были поп, диско, фанк, рок и фольклор. Самыми известными их хитами считаются композиции «Vándorének» (1976), «Santa Maria» (1979, № 1 в Венгрии, № 8 в Испании, № 9 в Японии, ТОР5 в Аргентине и на Филиппинах), «Lord of the mountain» (1979, № 11 в Испании, №3 в Аргентине), «Marathon» (1980), «Don Quijote» (1980, № 1 в Венгрии и Японии, №4 в Испании, TOP5 в Бразилии и на Филиппинах), «Kétszázhúsz felett» (1981), «Vadvirág» (1981), «Monte Carlo» (1982), «Tini-dal» (1982), "Sandokan" (1983), "Holnap hajnalig" (1983), «Na-na, nagyfiú» (1984), «I love you» (1986). После выхода в 1982 году альбома «Szerencsejáték» группу стали называть «венгерской АББА». С 1979 по 1986 год группа была национальным лидером продаж, практически все их альбомы и синглы получили в Венгрии золотой или платиновый статус.

## История группы

### Neoton
Основателями группы были студенты Будапештского Университета Ласло Пастор и Лайош Галац. В ноябре 1965 года они собрали коллектив из пяти музыкантов, чтобы выступить на празднике в День Санта-Клауса (4 декабря), поэтому 4 декабря с тех пор считается Днём Рождения группы. Название «Neoton» они взяли себе из-за своих гитар, произведённых в Чехословакии фирмой с аналогичным названием. После выступления, на котором парни заняли 2-е место, их коллектив не распался, а продолжил своё существование, хотя его состав неоднократно менялся. «Они ужасно робеют на сцене», — писал о них Молодёжный Музыкальный журнал в 1966 году. — «Как они с такой дрожью в коленках собираются покорять сердца слушателей?» Однако в 1968 году парни победили в венгерской музыкальной телепрограмме «Ki Mit Tud?» («Кто нас знает?») с композицией «Nekem eddig Bach volt mindenem» («До сих пор для меня Бах — это всё»), а в 1969 году выпустили первые удачные синглы «Kell, hogy várj» («Придётся подождать») и «Virágének» («Поющий цветок»). Автором слов большинства песен «Neoton» в конце 60-х был опытный венгерский поэт-песенник István S. Nagy (1934 г.рожд.). Некоторое время участники группы выступали совместно с начинающей венгерской певицей Клари Катона (Katona Klári), которая в то время была супругой Лайоша Галаца. Также они активно сотрудничали с рок-группой «Omega», например, в 1970 году сопровождали её в туре и играли у неё на разогреве.
В 1970 году состав группы был следующий:
- Ласло Пастор (Pásztor László — гитара, вокал, 1945 г.рожд.)
- Лайош Галац (Galácz Lajos — вокал, гитара, 1945 г.рожд.)
- Ференц Балаж (Balázs Ferenc — вокал, клавишные, орган, 1951 г.рожд.)
- Ференц Дебрецени (Debreczeni Ferenc — ударные, вокал, 1948 г.рожд.)
- Лайош Шом (Som Lajos — бас-гитара, 1947 г.рожд.), ранее играл в группах «Record» и «Tűzkerék»

В 1971 году группа выпустила дебютный альбом «Bolond város» («Глупый город») и для его раскрутки совершила тур по Африке, а затем приняла участие в телевизионном конкурсе «Táncdalfesztivál’71» с композицией «Miért van ez így?» («Почему это так?»). Однако всё это не принесло желаемых результатов, даже после этих усилий популярность группы оставалась на довольно низком уровне, поэтому их команда начала распадаться. Ференц Дебрецени перешёл в группу «Omega», и в составе «Neoton» его заменил Зольтан Амбруш (Ambrus Zoltán, 1946 г.рожд.), приятель Лайоша Шома из рок-группы «Record». Через год Ференц Балаж и Лайош Шом также покинули «Neoton» и создали первую в Венгрии хард-рок группу «Taurus»; позднее Лайош Шом основал свою собственную рок-группу «Piramis», а Ференц Балаж переименовал «Taurus» в «Korál». А вместо них в «Neoton» пришли клавишник Дьёрдь Якаб (Jakab György, 1950 г.рожд.) из джаз-бэнда «Winkelmayer Brass Band» и бас-гитарист Янош Тибольди (Tiboldy János). В новом составе коллектив принял участие в «Táncdalfesztivál’72» с композицией «Orgonak» («Органы») и записал несколько новых синглов. Однако вскоре Янош Тибольди ушёл, и бас-гитару пришлось взять в руки самому Лайошу Галацу.
Летом 1973 года группа приняла участие в радио-конкурсе «Tessék választani!» с композицией «Miért vitted el álmaimat» («Зачем забрали мои мечты»). Эту песню музыканты исполнили совместно с участницами девичьего трио «Kócbabák» («Лохматые куколки»), которое перед этим засветилось в популярном новогоднем телеконкурсе талантов «Ki mit tud?», а весной принимало участие в проекте венгерского телевидения, целью которого было рассказать о венгерской музыке Швеции. Тогда в составе «Kócbabák» были Эва Фабиан (Fábián Éva, 1954 г.рожд.), Эва Паль (Pál Éva, 1952 г.рожд.) и Эва Чепреги (Csepregi Éva, 1956 г.рожд.). После конкурса сотрудничество двух коллективов продолжилось. В 1974 году они совершили тур по странам Восточной Европы, в том числе побывали в СССР и ГДР, а в 1975-м ездили в Италию выступать совместно с известной итало-эфиопской певицей Lara Saint Paul, участницей Музыкального Фестиваля в Санремо 1972-73 годов.
В 1975-76 годах «Neoton & Kócbabák» записали ряд популярных композиций, в том числе «Miért nem beszélsz» («Почему ты не говоришь?»), «Túl okos vagy» («Умник»), «Élni kell» («Нужно быть»), «Te vagy a minden» («Вы были всем»), «Lehet-e nélküled élni» («Можно ли жить без него»), «Évszakok» («Времена года»), «Párbeszéd» («Диалог»), «Kérlek, gyere velem» («Пожалуйста, пойдём со мной»), «Piros léggömb» («Красный воздушный шар»), «Áramszünet» («Сбой питания»). Музыку для композиций писали в основном Ласло Пастор и Дьёрдь Якаб, а тексты — Лайош Галац и супруга Ласло Пастора Эмеше Хатвани (Hatvani Emese). Некоторые из них были выпущены как синглы, другие вошли в состав популярных венгерских сборников. С композицией «Te vagy a minden» группа участвовала в 1975 году в очередном конкурсе «Tessék választani!», а с композицией «Kell, hogy valaki várjon» («Нужно меня подождать») на следующий год приняла участие в музыкальном фестивале «Made in Hungary». Мужской лид-вокал принадлежал, как правило, Ласло Пастору, Лайошу Галацу или Дьёрдю Якабу, а женский лид-вокал обычно исполняла Эва Фабиан.
Наиболее удачной композицией «Neoton & Kócbabák» стала песня «Vándorének» («Поющий странник»), с которой они одержали победу на очередном конкурсе «Tessék választani!» в июле 1976 года. В том же году они записали свой первый совместный альбом «Menedékház» («Избушка»), который занял 3-ю строчку национального хит-парада. Этим они обратили на себя внимание Петера Эрдёша (Erdős Péter), руководителя лейбла «Pepita», подразделения венгерской звукозаписывающей компании Hungaroton (MVH), который в то время был занят поиском коллектива, из которого собирался сделать диско-звёзд мирового уровня. В феврале 1977 года группа ещё раз заявила о себе, удачно выступив на радио-конкурсе «Tessék választani!» с новой песней «Ha zene szól», которая стала их первой композицией в стиле "диско", и уже весной между музыкантами и Петером Эрдёшем было заключено соглашение, после чего группа получила поддержку государства и была переименована в Neoton Familia.

### Neoton Família
Эрдёш считал музыкантов откровенно слабыми как в вокальном, так и в техническом отношении, но, в отличие от большинства других рок-команд, с которыми Эрдёш уже провёл переговоры, «Neoton & Kócbabák» были менее агрессивны и не были зациклены на различных протестных темах, распространённых в рок-среде. Также менеджер «Pepita» заявил участникам группы, что музыкальный коллектив — это не сборище индивидуалистов, каждый из которых тянет одеяло на себя, а настоящая профессиональная семья, члены которой совместно работают для достижения общей цели, и чтобы закрепить эту идею в головах музыкантов, переименовал их группу в «Neoton Família» («Семья Неотон»).
В первом составе 1977 года были четверо музыкантов (бывших участников «Neoton») и три девушки-вокалистки (из «Kócbabák»):
- Ласло Пастор (Pásztor László, 15.06.1945 г. рожд. — гитара)
- Лайош Галац (Galácz Lajos, 1945 г. рожд. — вокал, бас-гитара)
- Дьёрдь Якаб (Jakab György, 02.07.1950 — 16.02.1996 — вокал, клавишные)
- Зольтан Амбруш (Ambrus Zoltán — ударные)
- Эва Чепреги (Csepregi Éva, 22.10.1956 г. рожд. — вокал)
- Эва Фабиан (Fábián Éva, 01.10.1954 г. рожд. — вокал)
- Эва Паль (Pál Éva, 04.07.1952 г. рожд. — вокал)

В распоряжение «Neoton Família» были предоставлены лучшие студии звукозаписи и концертные площадки Венгрии, а продвижение их записей в Западной Европе, Азии и Латинской Америке курировалось на государственном уровне. Уже в июле 1977 года группа приняла участие в телефестивале «Metronóm», где их новая композиция «Hívlak» («Приглашение») заняла 3-е место. Параллельно шла работа над материалом для второго диска-гиганта «Csak a zene» («Только музыка»), который позднее главное венгерское музыкальное обозрение Pop-Meccs назвало «лучшим альбомом Венгрии 1977 года». По предложению Эрдёша на альбом была добавлена композиция «Спасибо, мистер Эдисон», посвящённая изобретателю Томасу Эдисону. Для раскрутки альбома осенью 1977 года «Neoton Família» отправились в тур по странам Восточной Европы, приуроченный к 100-летию изобретения Эдисоном фонографа. Во время турне группу покинул бас-гитарист Лайош Галац, и на его место в начале 1978 года пришёл Янош Барач (Baracs János, 26.01.1953 г.рожд.), ранее игравший в группах «Woods», «Tűzkerék» и «Kex».
В 1978 году «Neoton Família» записала англоязычный альбом каверов «Neoton disco», на котором были диско-версии хитов различных американских и британских рок-групп, а также англоязычные версии хитов «Neoton Família» 1977 года: «Let’s go dancing» («Ha zene szól») и «Hear me» («Hívlak»). Используя свои связи, Эрдёш смог заинтересовать этим альбомом лейбл CBS, который выпустил «Neoton Disco» ограниченным тиражом в пяти странах Западной Европы, в том числе в Голландии и Италии, а также в Индии и Колумбии. Итальянский лейбл Durium тоже проявил интерес и выпустил сингл «Let’s go dancing»/«Hear me», который был затем переиздан в Канаде и Польше. Взамен Durium продал Эрдёшу право выпустить в Венгрии венгроязычную копию хита «Uno»/«Chi Sei» (1978) итальянской певицы Глории Пьедимонте (Gloria Piedimonte). Эти песни под названиями «Szia!» и «Ki Szól?» соответственно были выпущены группой в 1979 году и попали на компиляцию лучших венгерских хитов «Pepita Favorit» (1979), которая по результатам продаж получила в Венгрии «золото». Также в сентябре 1978 года группа была участником музыкального фестиваля в Дрездене (ГДР).
В январе 1979 года «Neoton Família» в составе венгерской делегации приняла участие в международной музыкальной ярмарке MIDEM в Каннах (Франция), где её новая композиция «Santa Maria» завоевала Grand Prix. Несколько зарубежных компаний, в том числе испанская Movieplay, западногерманская Marifon, датская RA Records и японская RCA Victor, поспешили заключить с группой контракты, в результате чего «Santa Maria» была выпущена как сингл в десятках стран и попала в хит-парады Испании, Германии, Бразилии, Аргентины, Японии, Южной Кореи и Филиппин. В Испании «Santa Maria» обошла в чартах даже таких известных западных исполнителей как Пол МакКартни и «Queen» (№ 8 в Top 100 Canciones и № 16 в TOP 40 Radio), а в Японии вошла в ТОР 10 (№ 9 в Top 40 Radio), и компания Toshiba-EMI поспешила перекупить права на её распространение и перевыпустила сингл в записи одного японского исполнителя в Тайване, Гонконге, Южной Корее, на Филиппинах, островах Фиджи и в нескольких странах Латинской Америки. Очередной диск-гигант группы «Napraforgó» («Подсолнух») на следующий год был выпущен в англоязычном варианте под названием «Sunflower» в 13-ти странах, включая ФРГ, Испанию, Данию, Грецию, Японию, Бразилию и Аргентину. Группа совершила грандиозное турне 1979-80 годов, посетив несколько десятков стран от Испании до Японии и от Аргентины до СССР, после которого получила премию «ORI nívódíj» от государственного концертного промоутера ORI за активную концертную деятельность и награду «Pepita Oroszlán» («Золотой Лев Pepita») от звукозаписывающей компании как самая продаваемая группа Венгрии 1980 года.
В конце 1979 года по решению Петера Эрдёша группа рассталась с лид-вокалисткой Эвой Фабиан и ударником Зольтаном Амбрушем: по мнению Эрдёша, Фабиан смотрелась слишком старомодно и не умела двигаться на сцене, а Амбруш никак не мог приспособиться правильно играть в диско-ритме. После ухода Эва Фабиан начала сольную карьеру и в 80-х была хорошо известна в СССР и странах Восточного Блока, а Зольтан Амбруш вообще решил завязать с музыкой. Функции лид-вокалистки перешли к Эве Паль, а новым барабанщиком группы стал Дьюла Бардоци (Bardóczi Gyula, 27.01.1947 г. рожд.), ранее игравший в команде «Kati és a kerek perec», которая также находилась под протекцией Петера Эрдёша. Вместе с собой Дьюла привёл в «Neoton Família» своего друга Адама Вегвари (Végvári Ádám, 06.07.1951 г. рожд.), благодаря чему впервые с 1973 года в их коллективе снова стало два гитариста. Получившийся состав принято называть «золотым составом Neoton», поскольку именно с его участием группа в последующие три года записала свои лучшие хиты и альбомы.
В 1980 году «Neoton Família» приняли участие в записи саундтрека к канадскому фильму «Yesterday» («Gabrielle», 1981). Фильм, в основе сюжета которого была драматическая история жизни молодого солдата, вернувшегося из Вьетнама, девушка которого считала его погибшим, вышел в прокат в Японии, Канаде, Франции, Португалии, Венгрии, Дании и Колумбии. Композиция «Smile Again» стала интернациональным хитом. В том же году вышел очередной диск-гигант группы «Marathon» (1980), англоязычная версия которого была выпущена в Германии, Испании, Дании, Бразилии, Японии и на Филиппинах, а испаноязычная — в Венесуэле и Эквадоре. Сингл «Don Quijote» был № 1 в Венгрии, № 4 в Испании (Top 100 Canciones), № 1 в Японии (Top 40 Radio) и вошёл в ТОР5 в Бразилии и на Филиппинах, а также побывал в плей-листах радиостанций Германии, Дании и стран Восточной Европы. В Германии была издана немецкоязычная версия песни, а в Испании и Бразилии — испаноязычная. В Венгрии сингл был продан в количестве более 300 тысяч экземпляров и получил статус «мультиплатинового». В Японии сингл получил «золотой» статус продаж, всего в этой стране было продано 110 тысяч копий (№ 32 в чарте продаж), Japan Disco Society назвало его самым популярным диско-хитом 1980 года. Ещё одна знаковая композиция с альбома — одноимённая «Marathon», которую команда написала специально к московской Олимпиаде’80, по сути стала визитной карточкой группы. В том же году команда приняла участие в записи альбома «Meleg az éjszaka» («Тёплая ночь») певицы Юдит Сюч (Szűcs Judit), которую Эрдёш продвигал на европейском рынке в статусе диско-королевы Венгрии.
В 1981 году группа записала альбом «A família» («Семейка»), который позднее был признан лучшим в их творчестве. Англоязычная версия альбома «Dandelion» была выпущена в Германии и Японии, испаноязычная — в Мексике и Аргентине. В Германии новый альбом «Neoton Familia» был выпущен лейбом Jupiter Records, на котором записывалась западногерманская группа «Dschinghis Khan». Абсолютным хитом с альбома стала композиция «Kétszázhúsz felett» («Свыше 220 км/ч»). Синглы с альбома вышли в Германии, Мексике, Аргентине, Японии и на Филиппинах. Группа отправилась в тур по азиатским странам, в том числе с октября по декабрь была в Японии и дала там 42 концерта. В 1982 году вышел ещё один знаковый альбом «Szerencsejáték» («Рулетка»), который стал самой популярной пластинкой группы в СССР и странах Восточной Европы. Несомненным хитом с альбома стала композиция «Monte Carlo». Однако в Западной Европе, в условиях начавшегося на заре 80-х всеобщего кризиса диско-музыки, интерес к «Neoton Família» начал падать, и англоязычные версии своих альбомов группа в дальнейшем выпускала только в Японии. Исключением стал сингл «Atra», саундтрек к канадско-французскому фильму «Борьба за огонь» («La Guerre Du Feu», 1981). Это одна из лучших поп-баллад группы, которая, помимо Японии, была выпущена также во Франции и Бразилии.
7 января 1983 года группу покинула Эва Паль, которая не угодила Петеру Эрдёшу своим независимым характером. Её соблазнительный, откровенный и явно прозападный образ бросал вызов идеологическим догмам, принятым в то время в странах соцлагеря, так, на одном из концертов в СССР она рискнула пройтись по сцене практически обнажённой в полуразорванном наряде. Эрдёш планомерно снижал у неё количество вокальных партий, и к 1982 году функции лид-вокалистки фактически перешли к Эве Чепреги. Уход Эвы Паль также привёл к внутренним перестановкам в группе, после которых её отец-основатель Ласло Пастор окончательно утратил моральное лидерство, и на передний план вышла троица «Чепреги-Барач-Вегвари». В начале 1983 года Эва Чепреги и Адам Вегвари одержали крупную победу на Yamaha Фестивале в Токио с композицией «Time Goes By» (английский вариант «Holnap hajnalig»). Затем на место Паль в состав «Neoton Família» пришли две бэк-вокалистки: Эржебет Лукач (Lukács Erzsébet, 17.07.1966 г. рожд.) и Янула Стефаниду (Stefanidu Janula, 09.12.1952 г. рожд.). В новом составе группа совершила мировое турне по Испании, Японии, Польше, Дании, Болгарии, СССР, Кубе и странам Латинской Америки, целью которого была презентация седьмого альбома «VII». Также в 1983 году группа выпустила сингл «Sandokan», в котором обыграла мелодию известного европейского телесериала «Сандокан — Тигр Семи Морей» (1976) с Кабиром Беди в главной роли. Этот сериал пользовался в Венгрии настолько бешеной популярностью, что «Sandokan» установил национальный рекорд по объёмам продаж среди синглов (около 400 тысяч экземпляров), который не побит до сих пор.
В 1984 году Янула Стефаниду покинула группу, и на её место пришла Мария Юхас (Juhász Mária, 17.12.1954 г. рожд.), хорошо известная в Венгрии исполнительница, участница многих венгерских музыкальных конкурсов. С её участием «Neoton Família» записала ряд последующих альбомов: «Karnevál» («Карнавал», 1984), «Magánügyek» («Личные дела», 1985), «Minek ez a cirkusz?» («Зачем этот цирк?», 1986), «Védőháló nélkül» («Без страховки», 1987) и «Vonalra várva» («Ожидайте на линии», 1988). К тому времени группа уже приобрела новое звучание, которое характеризовалось обилием синтезаторов и электронными барабанами и по своему стилю относилось уже не к классическому «поп-диско», а к «евро-диско 80-х» и «электро-поп». Альбом «Karnevál», с которым группа совершила очередной тур по странам Восточной Европы и СССР, был очень качественной работой и принёс коллективу успех, сравнимый с успехом предыдущих годов. После его выхода Эва Чепреги параллельно работе в «Neoton Família» начала свою сольную карьеру. Альбом «Minek ez a cirkusz?» стал в Венгрии самым продаваемым альбомом группы (366 тысяч копий), хитом с него стала танцевальная композиция «I love you». Группа в очередной раз посетила СССР и дала концерты в Москве, Ленинграде и других городах при переполненных стадионах. В том же 1986 году «Neoton Família» выиграла Grand Prix на музыкальном фестивале «Most Outstanding Performance Award» в Сеуле с песней «Love is magic», которую дуэтом опять исполнили Чепреги и Вегвари. А в 1988 году Эва Чепреги совместно с бывшим вокалистом западногерманской диско-группы «Dschinghis Khan» Лесли Мандоки (Leslie Mándoki, который родился в Будапеште и сбежал из Венгрии в Германию в июле 1975 года) исполнила официальную песню «Korea» на открытии Олимпийских Игр в Сеуле. Песня вошла в соло-альбом Мандоки «Strangers in a Paradise» (1988).
В 1989 году Мария Юхас покинула группу, и на её место пришла Эдина Шэффер (Edina Schäffer, 17.07.1968 г. рожд.). Однако с её участием был записан лишь один последний альбом «Abrakadabra» (1989), поскольку на следующий год «Neoton Família» распалась. Несмотря на мировой успех, климат в «семье», созданной Петером Эрдёшем, был далеко не безоблачным, и между членами группы существовали противоречия и постоянно происходили конфликты. Так, Ласло Пастор категорически возражал против того, чтобы написанную им песню «Holnap hajnalig» в 1983 году на Yamaha Фестивале исполняла не вся группа, а только дуэт Эвы Чепреги и Адама Вегвари. Затем, когда в 1984 году Эва Чепреги вступила в брак с Бобом Хэтли и под его руководством начала сольную карьеру, Ласло Пастор в свою очередь стал продюсировать молодую и талантливую Эрику Зольтан (Zoltán Erika), что сильно раздражало Эрдёша. Позднее, когда в 1988 году Эрдёш добился для Эвы Чепреги права исполнить песню на Олимпиаде в Сеуле, Ласло Пастор всеми силами воспротивился этой идее и отказался как сочинять песню для Олимпиады, так и играть её. В результате песню написал Ральф Зигель, продюсер Jupiter Records, и Эва Чепреги исполнила её дуэтом с Лесли Мандоки, бывшим солистом группы «Dschinghis Khan». Всё это привело к тому, что в конце 1989 года Ласло Пастор и Дьюла Бардоци явились к Эрдёшу и объявили ему, что они уходят из группы.
Неизвестно, смог ли бы Петер Эрдёш удержать свою «семью» от распада, поскольку он скончался в феврале 1990 года. После его смерти единый коллектив раскололся на два клана, во главе которых стояли Ласло Пастор и Эва Чепреги. Между ними был судебный процесс о праве использования названия «Neoton» в будущей деятельности, на котором были признаны их равные права на это название. В итоге появились две новые группы: «Új Neoton» («Новый Неотон») во главе с Ласло Пастором и «Éva-Neoton» во главе с Эвой Чепреги. В «Új Neoton» помимо Ласло Пастора вошли клавишник Дьёрдь Якаб, барабанщик Дьюла Бардоци, бывшая лид-вокалистка Эва Паль, а также новый бас-гитарист Миклош Борхи (Borhi Miklós) и новая вокалистка Андреа Сулак (Szulák Andrea). Они основали свой собственный музыкальный лейбл «Magneoton», директорами которого стали Ласло Пастор и Иштван Йоош (Joós István) и выпустили альбом «A trónörökös» («Наследник престола», 1990) из девяти композиций, который был практически не замечен публикой (№33 в TOP40 Альбомов). Тем не менее, проект Пастора оказался недолговечным и закрылся уже через год. А Эва Чепреги, гитарист Адам Вегвари, бас-гитарист Янош Барач и вокалистка Эдина Шаффер, а также новая вокалистка Рената Райч (Rajcs Renáta) и новый барабанщик Шандор Херпаи (Herpai Sándor) образовали группу «Éva-Neoton» и музыкальную компанию «Neoton-Pro». Этот коллектив оказался более плодовитым: он просуществовал несколько лет и выпустил четыре альбома, два сборника каверов и музыкальную детскую сказку.
После завершения проекта «Éva-Neoton» в 1994 году Адам Вегвари сформировал группу «Ádám’s Family», в которую вместе с ним вошли также Янош Барач, продюсер Акош Лукач (Lukács Ákos), а также новые вокалисты и вокалистки Эрика Гульяш (Gulyás Erika), Юдит Киш (Kis Judit, Judy) и Адриенн Секереш (Szekeres Adrienn). Первый и последний альбом группы назывался «Hirek» («Новости», 1994) и отличался немного более жёстким звучанием, чем предыдущие работы знаменитой «семейки». В дальнейшем «Adam’s Family» планировали дать грандиозный концерт, в котором приняли бы участие все бывшие члены «Neoton Família», однако из-за смерти одного из участников «Neoton Família» в 1996 году — бывшего клавишника Дьёрдя Якаба (Jakab György) — им не удалось воплотить свою идею в жизнь. Совместный концерт экс-неотоновцами был дан только в 1998 году на спортивной арене Будапешта как дань уважения и памяти ушедшему товарищу. Позже, в 2005 году, по просьбам поклонников бывшие участники легендарной группы ещё раз встретились на общем концерте.

## Дискография

### Синглы
| Год  | Сингл                                      | Альбом         | Позиции в чартах       | Позиции в чартах       | Позиции в чартах | Позиции в чартах | Позиции в чартах | Позиции в чартах | Позиции в чартах | Позиции в чартах | Позиции в чартах |
| Год  | Сингл                                      | Альбом         | HUN Top 40 Slágerlista | ESP Top 100 Cancionnes | ESP Top 40 Radio | DEU              | BRA              | ARG              | JPN Top 40 Radio | JPN Sales Chart  | PHL              |
| ---- | ------------------------------------------ | -------------- | ---------------------- | ---------------------- | ---------------- | ---------------- | ---------------- | ---------------- | ---------------- | ---------------- | ---------------- |
| 1977 | «Köszönjük, Mr. Edison/Csak egy lány»      | "Csak a zene"  | top10                  |                        |                  |                  |                  |                  |                  |                  |                  |
| 1978 | «Kotta-fej/Maradj még egy percet»          |                | top10                  |                        |                  |                  |                  |                  |                  |                  |                  |
| 1978 | «Hear me/Let's go dancing»                 | "Neoton Disco" | +                      |                        |                  |                  |                  |                  |                  |                  |                  |
| 1979 | «Ki szól?/Majd»                            |                | 1                      |                        |                  |                  |                  |                  |                  |                  |                  |
| 1980 | «Santa Maria/Easy-breezy»                  | "Sunflower"    | 1                      | 8                      | 16               | top40            | top40            | top10            | 9                | 74               | top10            |
| 1980 | «Lord of the mountain/Needing someone»     | "Sunflower"    |                        | +                      | 11               |                  |                  | 3                |                  |                  | top40            |
| 1980 | «Don Quijote/Marathon»                     | "Marathon"     | 1                      | 4                      | +                | top40            | top5             |                  | 1                | 32               | top5             |
| 1980 | «Smile again/Forget»                       |                | top10                  |                        |                  |                  |                  |                  | 4                | 48               |                  |
| 1981 | «Jöjjön a nyár!/Szerelmes dal»             | "A família"    | top10                  |                        |                  |                  |                  |                  |                  |                  |                  |
| 1981 | «The sound of summer/It's all over»        | "Dandelion"    |                        |                        |                  |                  |                  |                  | 5                | 60               | +                |
| 1981 | «Racing/Dandelion»                         | "Dandelion"    |                        |                        |                  | +                |                  |                  |                  |                  |                  |
| 1981 | «Dandelion/Renegade»                       | "Dandelion"    |                        |                        |                  |                  |                  |                  | top10            | +                |                  |
| 1981 | «Samson and Delilah/Sally, the boxer»      | "Dandelion"    |                        |                        |                  |                  |                  |                  | 11               | 85               | +                |
| 1982 | «Tini dal/Heartbreaker»                    | "Gamble"       |                        |                        |                  |                  |                  |                  | top10            | +                |                  |
| 1982 | «Atra»                                     |                |                        |                        |                  |                  | +                |                  | +                | +                |                  |
| 1983 | «Time goes by/Holnap hajnalig»             | "Jumpy Dance"  | 1                      |                        |                  |                  |                  |                  | top10            | +                |                  |
| 1983 | «Sandokan/Neoton disco»                    |                | 1                      |                        |                  |                  |                  |                  |                  |                  |                  |
| 1983 | «Szeretek ugrálni»                         | "VII"          | top10                  |                        |                  |                  |                  |                  |                  |                  |                  |
| 1984 | «Sugar boy/Senorita Rita»                  | "Adam & Eve"   |                        |                        |                  |                  |                  |                  | +                | +                |                  |
| 1984 | «Adam & Eve/Sugar boy»                     | "Adam & Eve"   |                        |                        |                  |                  |                  |                  |                  |                  |                  |
| 1984 | «Don't stop the music/Dance to feel alive» | "Adam & Eve"   |                        |                        |                  |                  |                  |                  | +                | +                |                  |
| 1985 | «Halley»                                   | "Magánügyek"   | +                      |                        |                  |                  |                  |                  |                  |                  |                  |
| 1985 | «The middle of the night/Home again»       | "Monotony"     |                        |                        |                  |                  |                  |                  | +                | +                |                  |

### Альбомы
| Год  | Альбом                                         | Позиция         | Англоязычная версия               | Сертификация                                            |
| Год  | Альбом                                         | HUN Slágerlista | Англоязычная версия               | Сертификация                                            |
| ---- | ---------------------------------------------- | --------------- | --------------------------------- | ------------------------------------------------------- |
| 1970 | Bolond város (альбом «Neoton»)                 |                 | -                                 |                                                         |
| 1976 | Menedékház (альбом «Neoton & Kócbabák»)        | 3               | -                                 |                                                         |
| 1977 | Csak a zene                                    | 1               | -                                 |                                                         |
| 1978 |                                                | 7               | Neoton disco (альбом каверов)     | - Серебро                                               |
| 1979 | Napraforgó                                     | 2               | Sunflower                         | - Золото - Серебро - Золото - Серебро - Золото - Золото |
| 1980 | Marathon                                       | 1               | Listen to me                      | - Платина - Золото - Золото - Золото                    |
| 1981 | A família                                      | 2               | Dandelion                         | - Платина - Золото - Золото - Золото                    |
| 1981 |                                                |                 | Greatest hits (сборник)           | - Золото                                                |
| 1982 |                                                |                 | Live in Japan (концертник)        | - Золото                                                |
| 1982 | Szerencsejáték                                 | 1               | Gamble                            | - Платина - Золото                                      |
| 1983 | VII                                            | 3               | Jumpy dance                       | - Платина - Серебро - Золото                            |
| 1983 | Aerobic (радио-попурри)                        | top10           | -                                 |                                                         |
| 1984 | Karnevál                                       | 2               | Adam & Eve                        | - Платина                                               |
| 1985 | Magánügyek                                     | 9               | Monotony                          | - Платина                                               |
| 1986 | Minek ez a cirkusz?                            | 4               | I love you                        | - 2x Платина                                            |
| 1987 |                                                |                 | More — Greatest hits 20 (сборник) | - Серебро                                               |
| 1987 | Lehet egy kiskutyával több? (детский альбом)   |                 | -                                 |                                                         |
| 1987 | Védőháló nélkül                                | 8               | -                                 |                                                         |
| 1988 | Attrakcio (сборник)                            |                 |                                   |                                                         |
| 1988 | Santa Maria és a többiek (сборник 1976-84 гг.) |                 | -                                 |                                                         |
| 1988 | Vonalra várva                                  | 10              | -                                 |                                                         |
| 1989 | Abrakadabra                                    | 7               | -                                 |                                                         |